# Alfredo Martini
Pour les articles homonymes, voir Martini.
Alfredo Martini (né le 18 février 1921 et mort le 25 août 2014 à Sesto Fiorentino, dans la province de Florence en Toscane) est un ancien coureur cycliste italien, dont la carrière, perturbée par la Seconde Guerre mondiale, se déroula du début des années 1940 à la fin des années 1950. Il est par la suite directeur sportif puis sélectionneur de l'équipe d'Italie de cyclisme masculine de 1975 à 1997. En 2021, la course Per sempre Alfredo est créée en son honneur.

## Biographie
Professionnel de 1941 à 1958 dans diverses équipes (Bianchi, Taddei, Transalpin, Welter, Willier, Tebag, Taurea, Allegro, Atala, Lygie, Nivea, Leo Chlorodont, San Pellegrino), Alfredo Martini a notamment remporté le Tour des Apennins (1947), le Tour du Piémont (1950) et une étape du Tour de Suisse (1951). 
Après la fin de sa carrière de coureur, il est directeur sportif jusqu'en 1974. Il devient ensuite sélectionneur de l'équipe d'Italie de cyclisme masculine jusqu'en 1997. Cette année-là, il devient président honoraire de la Fédération cycliste italienne et sélectionneur de l’ensemble des équipes italiennes avant qu'il ne laisse sa place à Franco Ballerini au début des années 2000. Il a publié ses mémoires début 2008.

## Palmarès
- 1938
  - Coppa Cicogna
- 1940
  - 3e de la Coppa Pietro Linari
- 1942
  - 2e des Boucles de Sospel
- 1946
  - 9e du Tour d'Italie
- 1947
  - Tour des Apennins
  - 2e de Milan-Modène
  - 3e de Milan-Mantoue
  - 3e du Tour d'Émilie
  - 6e du Tour d'Italie
- 1948
  - 3e du Grand Prix de l'industrie et du commerce de Prato
  - 4e du Tour de Lombardie
  - 7e du Tour de Suisse
  - 10e du Tour d'Italie
- 1949
  - 6e du Tour d'Italie
- 1950
  - 2e étape du Tour d'Italie
  - Tour du Piémont
  - 2e de la Coppa Bernocchi
  - 2e du Grand Prix de l'industrie et du commerce de Prato
  - 2e du championnat d'Italie sur route
  - 2e des Trois vallées varésines
  - 3e du Tour d'Italie
  - 3e de Milan-Modène
- 1951
  - 1re étape du Tour de Suisse
  - 2e de la Coppa Bernocchi
  - 2e de Paris-Tours
  - 3e du Tour de Suisse
  - 3e de Milan-Turin
  - 3e du Trophée Baracchi (avec Loretto Petrucci)
- 1952
  - 2e des Trois vallées varésines
  - 2e du GP Industrie à Belmonte-Piceno
- 1953
  - 2e du GP Massaua-Fossati
- 1954
  - 2e du Tour du Piémont
  - 6e du Tour de Romandie
  - 10e du Tour des Flandres
- 1955
  - 12e étape du Tour d'Espagne (contre-la-montre par équipes)
  - 2e du GP Industria à Belmonte-Piceno

## Résultats sur les grands tours

### Tour de France
1 participation
- 1952 : 56e

### Tour d'Italie
12 participations
- 1946 : 9e
- 1947 : 6e
- 1948 : 10e
- 1949 : 6e
- 1950 : 3e, vainqueur de la 2e étape,  maillot rose pendant 1 jour
- 1951 : 20e
- 1952 : 21e
- 1953 : abandon
- 1954 : 46e
- 1955 : 27e
- 1956 : abandon
- 1957 : abandon

### Tour d'Espagne
1 participation
- 1955 : 46e, vainqueur de la 12e étape (contre-la-montre par équipes)

## Référence
1. ↑  (it) « Ciclismo in lutto, è morto Alfredo Martini », sur repubblica.it.